# Матч за звание чемпиона мира по международным шашкам среди женщин 2015
Матч за звание чемпиона мира по международным шашкам среди женщин 2015 года проходил 1—8 апреля в Астане, Казахстан между действующей чемпионкой мира Зоей Голубевой (Латвия) и претенденткой — чемпионкой мира 2011 года Тамарой Тансыккужиной (Россия). Призовой фонд 15000 €. Главный арбитр Яцек Павлицкий. Победу досрочно одержала Зоя Голубева со счётом 8 : 4.

## Регламент матча
Соревнование планировалось провести за семь игровых дней, каждый день микроматч до победы одной из сторон.
Первый поединок микроматча — игра с классическом контролем времени (1 час 20 минут + 1 минута на ход), если он завершается вничью — играется партия в быстрые шашки (20 минут + 5 секунд на ход). Если эта партия заканчивается вничью, то играется партия в блиц (5 минут + 3 секунды на ход). В случае равенства проводится тай-брейк по системе Лемана — Георгиева (5 минут + 2 секунды за ход на все партии до победы).
Общий итоговый счёт матча определялся по числу побед при классическом контроле времени. При равенстве, победитель определялся бы по счёту в быстрых шашкам, при равенстве — по счёту в блице, затем по счёту в Тай-брейке.

## Статистика
Перед матчем соперницы имели следующие результаты:
| Участник            | Титул Чемпиона мира | Титул Чемпиона Европы | Лидер мирового рейтинга | Участие в матчах за звание чемпиона мира | Побед в матчах за звание чемпиона мира | Личные встречи на чемпионатах мира и Европы |
| ------------------- | ------------------- | --------------------- | ----------------------- | ---------------------------------------- | -------------------------------------- | ------------------------------------------- |
| Зоя Голубева        | 13                  | 2                     | 48                      | 8                                        | 6                                      | +3 =14 −5                                   |
| Тамара Тансыккужина | 5                   | 2                     | 3                       | 4                                        | 2                                      | +5 =14 −3                                   |

## Результаты
| День                               | Участник                           | Страна                             | Основная программа | Рапид | Блиц  | Тай-брейк |
| ---------------------------------- | ---------------------------------- | ---------------------------------- | ------------------ | ----- | ----- | --------- |
| 1                                  | Зоя Голубева                       | Латвия                             | 2                  | —     | —     | —         |
| 1                                  | Тамара Тансыккужина                | Россия                             | 0                  | —     | —     | —         |
| 2                                  | Зоя Голубева                       | Латвия                             | 1                  | 1     | 1     | 0         |
| 2                                  | Тамара Тансыккужина                | Россия                             | 1                  | 1     | 1     | 2         |
| 3                                  | Зоя Голубева                       | Латвия                             | 1                  | 1     | 2     | —         |
| 3                                  | Тамара Тансыккужина                | Россия                             | 1                  | 1     | 0     | —         |
| 4                                  | Зоя Голубева                       | Латвия                             | 1                  | 1     | 1     | 0         |
| 4                                  | Тамара Тансыккужина                | Россия                             | 1                  | 1     | 1     | 2         |
| 5                                  | Зоя Голубева                       | Латвия                             | 1                  | 0     | —     | —         |
| 5                                  | Тамара Тансыккужина                | Россия                             | 1                  | 2     | —     | —         |
| 6                                  | Зоя Голубева                       | Латвия                             | 2                  | —     | —     | —         |
| 6                                  | Тамара Тансыккужина                | Россия                             | 0                  | —     | —     | —         |
| 7                                  | Зоя Голубева                       | Латвия                             |                    |       |       |           |
| 7                                  | Тамара Тансыккужина                | Россия                             |                    |       |       |           |
| Общий счёт Голубева : Тансыккужина | Общий счёт Голубева : Тансыккужина | Общий счёт Голубева : Тансыккужина | 8 : 4              | 3 : 5 | 4 : 2 | 0 : 4     |